# Paweł Gąsiorek
Paweł Gąsiorek (ur. 3 kwietnia 1995 w Zjednoczonych Emiratach Arabskich) – polski piłkarz ręczny, lewoskrzydłowy, od 2019 zawodnik MKS-u Kalisz.

## Życiorys
Urodził się i pierwsze trzy lata życia spędził w Zjednoczonych Emiratach Arabskich, w których jako fizjoterapeuta pracował jego ojciec. Piłkę ręczna zaczął uprawiać w pierwszej klasie szkoły podstawowej w Wągrowcu, w miejscowym klubie Nielba. W latach 2011–2014 uczył się i występował w SMS-ie Gdańsk.
W latach 2014–2019 ponownie był zawodnikiem Nielby Wągrowiec. W Superlidze zadebiutował 6 września 2014 w przegranym spotkaniu z Wisłą Płock (26:33). W sezonie 2014/2015 rozegrał w najwyższej polskiej klasie rozgrywkowej 25 meczów i zdobył 45 goli. Przez kolejne cztery lata występował w barwach Nielby w I lidze. W sezonie 2017/2018, w którym rozegrał 27 meczów i rzucił 136 bramek, zajął 7. miejsce w klasyfikacji najlepszych strzelców I ligi (gr. A).
W 2019 został zawodnikiem MKS-u Kalisz.
Występował w reprezentacji Polski juniorów. W 2015 rozegrał dwa spotkania w kadrze młodzieżowej podczas turnieju eliminacyjnego do mistrzostw świata U-21. W listopadzie 2015 wraz z reprezentacją Polski B uczestniczył w turnieju towarzyskim w Wągrowcu, w którym wystąpił w trzech spotkaniach i rzucił dwie bramki.

## Osiągnięcia
Indywidualne
- 7. miejsce w klasyfikacji najlepszych strzelców I ligi (gr. A): 2017/2018 (136 bramek; Nielba Wągrowiec)[3]

## Statystyki
| SMS Gdańsk                      | 2012/2013 | I liga    | 13  | 26  | 2   |
| SMS Gdańsk                      | 2013/2014 | I liga    | 21  | 63  | 3   |
| SMS Gdańsk                      | Razem     | Razem     | 34  | 89  | 2,6 |
| Nielba Wągrowiec                | 2014/2015 | Superliga | 25  | 45  | 1,8 |
| Nielba Wągrowiec                | 2015/2016 | I liga    | 17  | 44  | 2,6 |
| Nielba Wągrowiec                | 2016/2017 | I liga    | 24  | 114 | 4,8 |
| Nielba Wągrowiec                | 2017/2018 | I liga    | 27  | 136 | 5   |
| Nielba Wągrowiec                | 2018/2019 | I liga    | 19  | 90  | 4,7 |
| Nielba Wągrowiec                | Razem     | Razem     | 112 | 429 | 3,8 |
| Stan na koniec sezonu 2018/2019 |           |           |     |     |     |